# The Anthology: 1947–1972
The Anthology: 1947–1972 -en español: «La Antologíaː 1947-1972»- es el álbum doble recopilatorio del cantante y guitarrista de blues Muddy Waters. Fue lanzado en octubre de 2001 por Chess y MCA e incluye los clásicos I'm Your Hoochie Coochie Man, I'm Ready y Just Make Love to Me (I Just Want to Make Love to You).
En el 2020 el álbum obtuvo el puesto 483 de los 500 mejores álbumes de todos los tiempos de la revista Rolling Stone.